# Telekes-patak
A Telekes-patak az Aggteleki Nemzeti Park területén – a Nagy-völgyben – ered, Kánó és Imola települések között, Felsőtelekestől 9 km távolságban. mintegy 220 méteres tengerszint feletti magasságban. A patak forrásának WGS84 koordinátái: északi szélesség 48,42913°; hosszúság 20,56449°  A patak érinti Felsőtelekes és Alsótelekes településeket, majd északkeleti irányban halad a róla elnevezett Telekes-völgyben, végül Perkupa településtől délre ömlik a Bódvába.
Egyik látványossága a völgyet a torkolat fölött mintegy 4 km-rel keresztező Ördöggát sziklaképződmény, sziklaképződményamelyet már egy 1298-as oklevél is említ Urdunggata néven. Bő vízállás esetén ezt a sziklafalon nagy meanderrel jut át a víz, de ha kevés a víz, a patak átszivárog a „gát” fölötti omladékon, hogy azután a sziklafal alatt „az ördög ismét elővarázsolja a vizet”.
Az Ördöggát fölött mintegy 100 m-rel, a völgy baloldalán nyílik az Ördöggát-lyuk néven ismert kisebb barlang, amit eleink már a neolitikumban is használtak. Más források szerint a barlang átfogó régészeti feltárása még várat magára.
1971-ben az Ördöggát közelében rézolvasztó hely maradványaira bukkantak. Efölött a patakra ismeretlen korú vízduzzasztó földgátat építettek, de annak maradványai az alsótelekesi dolomitbánya kiépítésekor, az 1970-es években megsemmisültek.
Az Ördöggát-lyukkal átlósan szemben (tehát a völgy jobboldalán) nyílik a Csengőkút-zsomboly, ahonnan a rézfeldolgozás viszonylag korai szakaszában, az i.e. 3. és 2. évezred fordulóján használt lapos rézbalta, nyéllyukas fejsze és rézcsákány került elő.
A patakban 9 halfaj él.
A patak partján több védett növényritkaság is nő

## Part menti települések
- Felsőtelekes
- Alsótelekes
- Perkupa